# Алворд (Ајова)
Алворд (енгл. Alvord) град је у америчкој савезној држави Ајова. По попису становништва из 2010. у њему је живело 196 становника.

## Демографија
Према попису становништва из 2010. у граду је живело 196 становника, што је 9 (4,8%) становника више него 2000. године.
| Група             | 2000.        | 2010.       |
| Белци             | 187 (100.0%) | 174 (88,8%) |
| Афроамериканци    | 0 (0,0%)     | 0 (0,0%)    |
| Азијати           | 0 (0,0%)     | 0 (0,0%)    |
| Хиспаноамериканци | 0 (0,0%)     | 22 (11,2%)  |
| Укупно            | 187          | 196         |